# 21702 Prisymendoza
A 21702 Prisymendoza (ideiglenes jelöléssel 1999 RA73) a Naprendszer kisbolygóövében található aszteroida. A LINEAR projekt keretében fedezték fel 1999. szeptember 7-én.